# Stor-Tågsjön
Stor-Tågsjön är en sjö i Örnsköldsviks kommun i Ångermanland och ingår i Moälvens huvudavrinningsområde. Sjön har en area på 6,72 kvadratkilometer och ligger 275 meter över havet. Sjön avvattnas av vattendraget Lillån.

## Delavrinningsområde
Stor-Tågsjön ingår i det delavrinningsområde (706206-159038) som SMHI kallar för Utloppet av Stor-Tågsjön. Medelhöjden är 292 meter över havet och ytan är 23,72 kvadratkilometer. Räknas de 2 avrinningsområdena uppströms in blir den ackumulerade arean 30,35 kvadratkilometer. Lillån som avvattnar avrinningsområdet har biflödesordning 2, vilket innebär att vattnet flödar genom totalt 2 vattendrag innan det når havet efter 87 kilometer. Avrinningsområdet består mestadels av skog (40 procent) och sankmarker (23 procent). Avrinningsområdet har 6,73 kvadratkilometer vattenytor vilket ger det en sjöprocent på 28,4 procent.